# Ямполь (станция)
Я́мполь (укр. Ямпіль) — станция Донецкой железной дороги. Находится в пгт Ямполь Краматорского района Донецкой области.

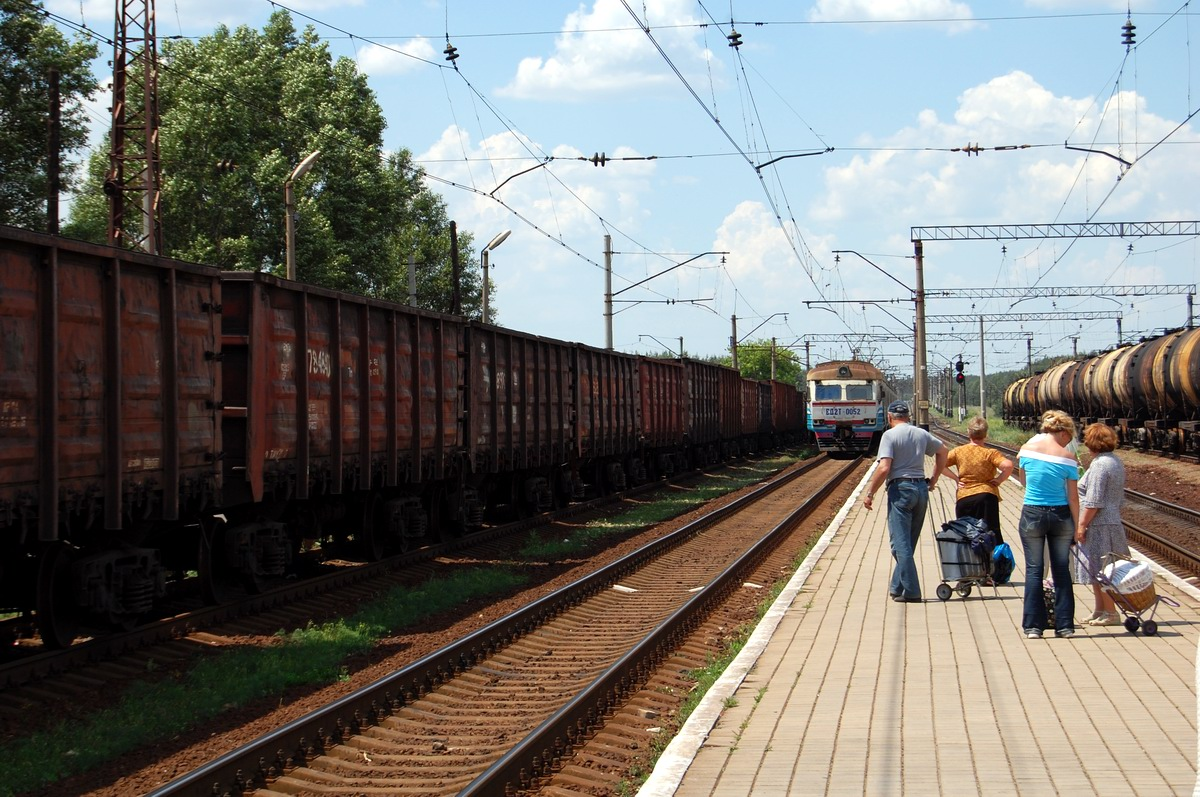
Платформа станции Ямполь